# Antnet
AntNet ist ein von den italienischen Mathematikern Gianni Di Caro und Marco Dorigo entwickeltes auf Ameisenalgorithmen basierendes Routingkonzept. Es wurde 1997 erstmals vorgestellt. AntNet arbeitet mit Agenten, die mit Hilfe von Stigmergie Informationen austauschen.

## Funktionsweise
Netzwerkknoten senden in regelmäßigen Abständen einen Agenten („Forward Ant“) an einen beliebigen bekannten Zielknoten. Auf seinem Weg sammelt der Agent die IDs der besuchten Knoten und die Zeit, die er bis dahin gebraucht hat, auf seinem Stack. Am Zielknoten angekommen wird ein zweiter Agent („Backward Ant“) erzeugt, der den Stack von der Forward Ant übernimmt und auf demselben Weg zurück zum Ausgangsknoten kehrt. Dabei werden die Routinginformationen auf den Zwischenknoten mit den Werten aus dem Stack des Agenten aktualisiert.

## Datenstruktur auf den Knoten
Die Datenstruktur auf einem Knoten k besteht aus einer Gütetabelle und einer Kostentabelle. Die Gütetabelle besteht aus Einträgen der Form (i;n;P) für jedes Paar Zielknoten i und Nachbarknoten n des Knotens k. P bezeichnet die Güte von n in Bezug auf i. Wenn eine Backward Ant vom Zielknoten i über den Nachbarknoten n kommt, wird die Güte diesen Nachbarknotens erhöht und die Güte aller anderen Nachbarknoten verringert.
Die Kostentabelle enthält Mittelwerte und Varianzen der Latenzen zu den Zielknoten und werden zur Stabilisierung der Gütetabelle bei stark schwankenden Netzwerkverhältnissen genutzt.

## Bewertung
Der Algorithmus wurde von Dorigo und Di Caro mit Hilfe eines diskreten Ereignissimulators mit mehreren Netzwerktopologien wie NTTnet (Japan Backbone) und NSFNet (USA Backbone) getestet und mit weiteren Algorithmen (unter anderem OSPF, BF) auf Durchsatz und Latenz verglichen. Bei diesen Tests zeigte AntNet ein besonders effizientes und robustes Verhalten gegenüber anderen Routingverfahren.